# Jean La Placette
Jean La Placette, surnommé le Nicole protestant, né à Pontacq (Béarn) le 19 janvier 1639 et mort à Utrecht le 25 avril 1718, est un pasteur et prédicateur protestant français, auteur de traités religieux et de morale, actif au Danemark de 1686 à 1716. 

## Biographie
Fils du pasteur du temple de Pontacq, Jean La Placette fait ses études de théologie à l'Académie de Montauban de 1656 à 1660 ; il est nommé pasteur de l’église d’Orthez où il obtient de brillants succès comme prédicateur, quoiqu’il n’eût que vingt et un ans ; il dessert ensuite l’église de Nay à partir de 1664. Le consistoire de Charenton veut s’attacher ce talent naissant ; mais La Placette décline l'invitation. En 1685, avant la révocation de l'édit de Nantes en octobre, il se rend à Paris pour demander l’autorisation de passer en Hollande, obtient le passeport et quitte la France, où les protestants étaient persécutés. 
Il se rend en Prusse à l'invitation de l'électeur Frédéric-Guillaume de Brandebourg, il devient pasteur à Königsberg, puis part pour Copenhague sur l'invitation de la reine Charlotte-Amélie de Danemark. Il est mis à la tête de l’Église française réformée de Copenhague en 1686 ; il le  restera jusqu'à sa mort. 
Il écrit et publie entre 1690 et 1716 de nombreux traités de morale en français à caractère pédagogique qui transmettent l'orthodoxie réformée élaborée au cours du XVIIe siècle et fournissent aux fidèles la praxis nécessaire à la consolidation de la communauté protestante. 
Son Traité des jeux-de-hazard défendu contre les objections de Mr. de Joncourt et de quelques autres, publié à La Haye en 1714, s'inscrit dans une querelle sur les jeux de hasard ; La Placette avait déjà traité la question en 1697 dans ses Divers traités sur des matières de conscience : il y analyse dans la troisième partie, Le jeu, la licéité des jeux de hasard, dont il estime qu'il faut les interdire en raison des abus qu'ils provoquent. Pierre de Joncourt, pasteur à Middelbourg, attaque cette position en 1713 dans ses Lettres sur les jeux de hasard publiées à La Haye : il estime que ces jeux sont mauvais en eux-mêmes et illicites par nature ; le traité de La Placette en 1714 est une réponse à celui de Joncourt, qui répondra par une Nouvelle lettre sur les jeux de hasard pour servir de réplique à la défense de M. de La Placette.
Ses prédications, ses écrits, l'aménité de son caractère, son dévouement infatigable lui concilièrent l’estime universelle. Envoyé en mission en Hollande par Charlotte-Amélie pour s'y trouver un successeur, il reste deux ans à La Haye, et finit par se retirer à Utrecht auprès de sa fille. Il y meurt en 1718.

## Œuvres
- Traité de l’orgueil, Amsterdam, Jean Garrel, 1692, 232 p. ;
- Nouveaux essais de morale. Première partie, Amsterdam, Jean Garrel, 1692, 410 p. ;
- Traité de la conscience ... avec une Dissertation où l'on prouve la nécessité de la discussion à l'égard de ce qu'il faut croire, Amsterdam, George Gallet, 1695, 411 p. (lire en ligne) ;
- Observationes historico-ecclesiasticae, quibus eruitur veteris Ecclesiae sensus circa pontificis romani potestatem in definiendis fidei rebus, Amsterdam, George Gallet, 1695, 349 p. ;
- La Morale chrétienne abrégée et réduite à ses principaux devoirs. La repentance des pécheurs, la persévérance des justes, Et les progrès que ces justes persévérans doivent faire dans la piété, Amsterdam, George Gallet, 1695, 558 p. (lire en ligne) ; publication à Cologne la même année ;
- La Mort des justes ou la Manière de bien mourir, Amsterdam, George Gallet, 1695, 533 p. (lire en ligne) ;
- La Communion dévote, ou la Manière de participer saintement et utilement à l'Eucharistie, Amsterdam, Jean Garrel, 1695, 369 p. ;
- De Insanabili romanae Ecclesiae scepticismo, dissertatio qua demonstratur nihil omnino esse quod firma fide persuadere sibi pontificii possint, Amsterdam, George Gallet, 1696, 190 p. ;
- Traité de la restitution ... où l'on trouvera la résolution des cas de conscience qui ont du rapport à cette matière, Amsterdam, George Gallet, 1696, 365 p. ;
- Divers traités sur des matières de conscience, où l’on trouvera la résolution de plusieurs cas importants, Amsterdam, George Gallet, 1697, 365 p. (lire en ligne) ;
- Traité de la foi divine, Amsterdam, George Gallet, 1697, 427 p. ;
- Traité de l’aumône, où l'on trouvera la résolution des cas de conscience qui ont du rapport à cette matière, avec une Dissertation où l'on prouve que les thérapeutes ou supplians, dont parle Philon, n'étoient pas chrétiens, Amsterdam, D. Pain, 1699, 360 p. ;
- Traité du serment, La Haye, 1700-1701 ;
- Traité des bonnes œuvres en général, Amsterdam, D. Pain, 1700, 328 p. (lire en ligne) ;
- Réflexions chrétiennes sur divers sujets, Amsterdam, P. Brunel, 1707, 373 p. (lire en ligne) ;
- Éclaircissemens sur quelques difficultez qui naissent de la considération de la liberté nécessaire pour agir moralement. Avec une Addition où l'on prouve contre Spinosa que nous sommes libres. Pour servir de suite à la Réponse aux objections de Mr. Bayle, Amsterdam, E. Roger, 1709, 338 p. lire en ligne) ;
- Traité des jeux-de-hazard défendu contre les objections de Mr. de Joncourt et de quelques autres, La Haye, Henry Scheurleer, 1714, 287 p. (lire en ligne) ;
- Nouvelles réflexions sur la prémotion physique et sur les jeux de hazard, pour servir de dernière réponse, d'un côté, aux invectives de M. Naudé,... et de l'autre à M. de Joncourt, La Haye, Henry Scheurleer, 1714, 133 p. ;
- Nouveaux essais de morale qui peuvent servir de suite aux autres essais du même auteur, La Haye, Henry Scheurleer, 1715, 2 vol. ; il s'y montre « un moraliste versé dans la connaissance du cœur humain, un penseur profond, habile à exprimer avec clarté ses pensées dans un style simple, uni, correct, un savant enfin qui sait mettre son érudition à la portée du plus grand nombre »[4].
- Essais de morale, Amsterdam, E. Du Villard, 1716, 4 vol. (lire en ligne) ;

Deux traités ont été publiés de manière posthume. 
- Avis sur la manière de prêcher, Rotterdam, Abraham Acher, 1733 ;
- Traité de la justification, Amsterdam, 1733, 451 p. (lire en ligne).